# Maardu Linnameeskond
Il Maardu Linnameeskond (in italiano Squadra della città di Maardu), noto più semplicemente come Maardu, è una società calcistica estone con sede nella città di Maardu. Milita in Esiliiga B, la terza divisione del campionato nazionale.

## Storia

### FK Maardu e Olümpia Maardu (1991-1998)
Col nome di FK Maardu prese parte alla prima edizione della Meistriliiga nel 1992. La stagione si concluse con la retrocessione, senza che la squadra riuscì a ottenere punti nelle undici partite disputate.
L'anno successivo cambiò nome in Olümpia Maardu e disputò l'Esiliiga. Dopo due stagioni retrocesse in II Liiga e dopo altrettante tornò di nuovo in Esiliiga.
Al termine della stagione 1997-98 il titolo sportivo fu rilevato dai nuovi proprietari per la fondazione del Levadia Maardu.

### Football Club Maardu (1999-2002)
Nella stagione 1998 il Levadia Maardu ottenne la promozione in Meistriliiga e operò una fusione con la squadra Sadam Tallinn: da essa risultarono due squadre di base a Maardu: il Levadia Maardu, che appunto disputò la Meistriliiga, e il FC Maardu, che ripartì dall'Esiliiga.
L'anno seguente il Maardu vinse l'Esiliiga: promossa in Meistriliiga, prese il nome di Levadia Tallinn spostandosi nella capitale estone, mentre la nuova squadra di Maardu partecipò all'Esiliiga dando continuità al calcio cittadino.
Si classificò terzo nelle stagioni 2001 e 2002, anno in cui si chiuse l'esperienza in Esiliiga, dal momento che non si iscrisse al campionato successivo.

### Esteve Maardu, FC Maardu e Maardu Starbunker (2006-2015)
Rifondato nel 2006 col nome di Esteve Maardu, ripartì dalla IV Liiga e fu subito promossa in III Liiga, categoria nella quale restò per cinque anni (nel 2010 tornò alla denominazione di Football Club Maardu) finché nel 2011 vinse il proprio girone e salì in II Liiga.
Arrivò ottavo nel girone nord-est di II Liiga 2012 e per l'anno seguente cambiò nuovamente nome in Football Club Maardu Starbunker. A fine 2013 giunse primo e ottenne la promozione in Esiliiga B.
La stagione d'esordio nella categoria si concluse col quinto posto finale. Nel 2015 il Maardu vince con cinque giornate di anticipo l'Esiliiga B e accede all'Esiliiga, tornando in seconda serie a quattordici anni dall'ultima partecipazione.

### Maardu Linnameeskond (2016-oggi)
All'inizio della stagione 2016 il nome ufficiale del club diventa Maardu Linnameeskond. La squadra disputa un campionato positivo, tanto da classificarsi al quarto posto dietro a Tulevik Viljandi, Flora Tallinn Under-21 e Infonet II. Come secondo tra le squadre indipendenti, il Maardu si qualifica per lo spareggio promozione/retrocessione valido per un posto in Meistriliiga, dove manca dal 1992, contro il Pärnu. La partita di andata finisce 1-5 per il Pärnu, che si impone anche al ritorno, per 4-3, e conserva il posto in massima serie, mentre il Maardu rimane in Esiliiga.
Nel 2017 è di nuovo in corsa per la promozione, concorrendo stavolta col Kalev Tallinn. Le due squadre arrivano a pari punti all'ultima giornata, in cui si disputa lo scontro diretto in casa del Maardu, che da parte sua ha solo la vittoria come risultato utile. Raggiunto a inizio ripresa dal Kalev dopo aver chiuso il primo tempo in vantaggio, il Maardu fa sua la partita al 91', con un gol di Vitali Gussev per il definitivo 2-1 che vale la conquista dell'Esiliiga.
Tuttavia, la prospettiva del ritorno di squadra e città in Meistriliiga dura appena un mese e mezzo: il 18 dicembre il Maardu rinuncia ufficialmente alla massima serie per motivi economici, lasciando via libera al Kuressaare.
Rimasto dunque in Esiliiga, il Maardu prende parte alla stagione 2018 e si dimostra nettamente più competitivo degli avversari: preso fin da subito il primo posto in solitaria, lo conserva per tutta la stagione conquistando la matematica promozione in Meistriliiga con otto giornate di anticipo e la vittoria del campionato a cinque giornate dal termine. Chiude la stagione con 88 punti, a +17 dal Flora Under-21 giunto secondo; stavolta beneficia della promozione e si iscrive in Meistriliiga, dove mancava da ventisette anni.
In massima serie il Maardu ottiene i primi punti, ma naviga sempre in bassa classifica insieme a Tulevik Viljandi, Kalev Tallinn e Kuressaare. L'ultima parte di stagione volge in negativo e il club scivola definitivamente all'ultimo posto. Arrivata la retrocessione matematica alla penultima giornata, il campionato si conclude con 17 punti totali e un pesante 0-12 in casa subito contro il Flora Tallinn.
In Esiliiga 2020 è l'unico a tenere il passo del Vaprus Pärnu per l'intera stagione; i giochi rimangono aperti fino alla penultima giornata, quando il Vaprus conquista matematicamente la vittoria del campionato e la promozione in Meistriliiga. Il Maardu si classifica secondo e accede allo spareggio promozione/retrocessione, perso in entrambi gli scontri (3-5 in casa e 4-2 in trasferta) contro il Kuressaare.
Nel 2021 parte ancora come favorito insieme al Kalev Tallinn ed entrambi rispettano le attese contendendosi il primo posto per tutta la stagione; infine il Maardu vince il campionato all'ultima giornata pareggiando in casa 1-1 lo scontro diretto contro il Kalev Tallinn. La promozione in Meistriliiga, all'inizio confermata, sfuma poi per rinuncia dello stesso Maardu, motivata dalla mancanza di sponsor sufficienti per compensare le spese previste del 2022. Data la situazione, il club non si iscrive nemmeno in Esiliiga e ricomincia invece dalla II Liiga. Inserito nel girone nord/est di II Liiga 2022, si classifica al quarto posto. 
Nel 2023 domina il campionato e conquista il primo posto finale già alla terzultima giornata, distanziando le concorrenti Phoenix Jõhvi e Tarvas Rakvere. Ma l'anno successivo, dopo un iniziale inserimento tra gli iscritti in Esiliiga B, sceglie di partecipare nuovamente alla II Liiga. Anche nel 2024 si conferma la migliore squadra vincendo il girone nord/est da imbattuta con 72 punti conquistati su 78 possibili e con un vantaggio di 11 punti sul Puuma Tallinn secondo classificato. 

## Palmarès

### Competizioni nazionali
- Esiliiga: 4

2000, 2017, 2018, 2021
- Esiliiga B: 1

2015
- II Liiga: 4

1995-1996 (girone Nord/Est), 2013 (girone Nord/Est), 2023 (girone Nord/Est), 2024 (girone Nord/Est)

## Statistiche

### Partecipazione ai campionati
| Livello | Categoria    | Partecipazioni | Debutto | Ultima stagione | Totale |
| ------- | ------------ | -------------- | ------- | --------------- | ------ |
| 1º      | Meistriliiga | 2              | 1992    | 2019            | 2      |
| 2º      | Esiliiga     | 13             | 1992-93 | 2021            | 13     |
| 3º      | II Liiga     | 3              | 1994-95 | 2012            | 6      |
| 3º      | Esiliiga B   | 3              | 2014    | 2025            | 6      |
| 4º      | III Liiga    | 5              | 2007    | 2011            | 9      |
| 4º      | II Liiga     | 4              | 2013    | 2024            | 9      |
| 5º      | IV Liiga     | 1              | 2006    | 2006            | 1      |